# Шевцов Сергій Сергійович
Сергій Сергійович Шевцов (нар. 29 червня, 1998) — український плавець, рекордсмен України на дистанції 100 м вільним стилем.

## Результати
| Рік  | Змагання                       | Місце проведення          | 50 м вільним стилем | 50 м вільним стилем | 100 м вільним стилем | 100 м вільним стилем | 50 м батерфляєм | 50 м батерфляєм | 50 м брасом | 50 м брасом |
| Рік  | Змагання                       | Місце проведення          | Час                 | Місце               | Час                  | Місце                | Час             | Місце           | Час         | Місце       |
| ---- | ------------------------------ | ------------------------- | ------------------- | ------------------- | -------------------- | -------------------- | --------------- | --------------- | ----------- | ----------- |
| 2015 | Європейські ігри               | Баку, Азербайджан         |                     |                     | 50.32                | 5                    |                 |                 |             |             |
| 2016 | Чемпіонат Європи серед юніорів | Годмезевашаргей, Угорщина | 22.77               | 7                   | 49.57                | 2                    |                 |                 |             |             |
| 2017 | Чемпіонат світу                | Будапешт, Угорщина        | 22.22               | 16                  | 48.26                | 8                    |                 |                 |             |             |
| 2017 | Чемпіонат Європи (25 м)        | Копенгаген, Данія         | 21.63               | 19                  | 47.35                | 12                   |                 |                 |             |             |
| 2018 | Чемпіонат Європи               | Глазго, Велика Британія   | 22.67               | 23                  | 48.74                | 7                    | 23.58           | 11              |             |             |
| 2018 | Чемпіонат світу (25 м)         | Ханчжоу, Китай            | 21.43               | 16                  | 46.86                | 11                   |                 |                 |             |             |
| 2019 | Чемпіонат світу                | Кванджу, Південна Корея   |                     |                     | 48.87                | 19                   | 23.87           | 27              |             |             |
| 2019 | Чемпіонат Європи (25 м)        | Глазго, Велика Британія   | 21.60               | 18                  | 46.59                | 6                    |                 |                 | 27.31       | 23          |
| 2021 | Чемпіонат Європи               | Будапешт, Угорщина        | 22.64               | 31                  | 49.33                | 16                   | 24.17           | 37              |             |             |
| 2021 | Олімпійські ігри               | Токіо, Японія             |                     |                     | 49.55                | 35                   |                 |                 |             |             |
| 2021 | Чемпіонат світу (25 м)         | Абу-Дабі, ОАЕ             |                     |                     | 48.77                | 39                   |                 |                 |             |             |
| 2022 | Чемпіонат світу                | Будапешт, Угорщина        |                     |                     | 50.28                | 45                   |                 |                 |             |             |
| 2022 | Чемпіонат Європи               | Рим, Італія               |                     |                     | 49.60                | 28                   |                 |                 |             |             |